# Aiolopus dubia
Aiolopus dubia är en insektsart som beskrevs av Willemse, C. 1923. Aiolopus dubia ingår i släktet Aiolopus och familjen gräshoppor. Inga underarter finns listade i Catalogue of Life.